# Àngel Presta Batllé
Àngel Presta Batllé, řeholním jménem Àngel María (17. února 1915 Olot – 13. října 1936 Barcelona) byl španělský římskokatolický řeholník Řádu karmelitánů a mučedník. Katolická církev ho uctívá jako blahoslaveného.

## Život
Narodil se 17. února 1915 v Olotu v provincii Girona.
V 15 letech vstoupil do karmelitánského řádu a po svých slibech přijal jméno Àngel María. Působil jako kuchař a katecheta ve městě Tarrasa.
Po vypuknutí Španělské občanské války v červenci 1936 se ukryl spolu s bratrem Ludovicem Maríou u paní Teresy Salvanos, která byla rodinou jejich přátel. Pronásledovatelé katolické církve odhalily úkryt obou bratrů a při útěku byli oba bratři zatčeni. Byli odvedeni do vězení v Tarrase a 13. srpna do vězení v Barceloně, zde byli vězněni do 12. října, kdy je milice odvezla do soudní budovy. Následující den byl bratr Àngel a Ludovico spolu s dalšími čtyřmi mučedníky odvezeni ke hřbitovu a zde zastřeleni. Jejich těla byla identifikována roku 1941 a odvezena na hřbitov v Tarrase.

## Proces blahořečení
Jeho proces blahořečení byl zahájen roku 1959 v arcidiecézi Barcelona spolu s dalšími patnácti karmelitánskými spolubratry a jednou řeholnicí.
Dne 26. června 2006 uznal papež Benedikt XVI. jejich mučednictví. Blahořečeni byli 28. října 2007.